# پرکینز (ویرجینیای غربی)
پرکینز (به انگلیسی: Perkins) یک منطقهٔ مسکونی در ایالات متحده آمریکا است که در شهرستان گیلمر، ویرجینیای غربی واقع شده‌است. پرکینز ۲۴۵٫۹۸ متر بالاتر از سطح دریا واقع شده‌است.